# Gustav Merkel
Gustav Merkel (Oberoderwitz, 12 de novembre de 1827 - Dresden, 13 d'octubre de 1885) fou un compositor i organista alemany.
Fou deixeble de Joseph Amadeus Schneider i, tingué per deixebles a Thomas i en Schumann als que afavorí amb els seus consells. Després d'haver estat mestre d'una escola de Dresden, fou nomenat el 1854 organista de la catedral catòlica, dirigí de 1867 a 1873 l'Acadèmia de Cant, i era des de 1861, professor del Conservatori de Dresden.
Fou un dels organistes més notables de l'època moderna i va compondre nou sonates per a orgue, 30 estudis per a la tècnica dels pedals i gran nmbre de corals, fugues i preludis.